# Cupolă (geometrie)
În geometrie o cupolă este un poliedru format din două poligoane, unul (baza) cu de două ori mai multe laturi decât celălalt, unite printr-o bandă alternantă de triunghiuri isoscele și dreptunghiuri. Dacă triunghiurile sunt echilaterale și dreptunghiurile sunt pătrate, în timp ce baza și fața ei opusă sunt poligoane regulate, cupolele triunghiulară, pătrată și pentagonală sunt toate poliedre Johnson și pot fi formate prin divizarea cuboctaedrului, rombicuboctaedrului și respectiv rombicosidodecaedrului.
O cupolă poate fi văzută ca o prismă în care la unul dintre poligoane numărul vârfurilor a fost redus la jumătate prin contopirea vârfurilor alternate.
O cupolă are simbolul Schläfli {n} || t{n}, reprezentând un poligon regulat {n} unit cu altul, paralel cu el, trunchiat, t{n}, sau cu un număr dublu de laturi, {2n}.
Cupolele sunt o subclasă a prismatoizilor.
Dualul său este o formă care este o îmbinare dintre jumătatea unui trapezoedru cu n laturi și o piramidă cu 2n laturi.

## Exemple
| n                          | 2                      | 3                    | 4                          | 5                             | 6                                 |
| Schläfli                   | {2} \|\| t{2}          | {3} \|\| t{3}        | {4} \|\| t{4}              | {5} \|\| t{5}                 | {6} \|\| t{6}                     |
| -------------------------- | ---------------------- | -------------------- | -------------------------- | ----------------------------- | --------------------------------- |
| Cupolă                     | Cupolă digonală        | Cupolă triunghiulară | Cupolă pătrată             | Cupolă pentagonală            | Cupolă hexagonală (plată)         |
| Poliedre uniforme înrudite | Prismă triunghiulară · | Cubocta- · edru ·    | Rombi- · cubocta- · edru · | Romb- · icosidodeca- · edru · | Pavare · rombi- · trihexagonală · |

Cupolă hexagonală plană în pavarea rombitrihexagonală

Cele trei poliedre menționate mai sus sunt singurele cupole convexe netriviale cu fețe regulate. Cupola hexagonală este o figură plană, iar prisma triunghiulară ar putea fi considerată o „cupolă” de gradul 2 (cupola unui segment de dreaptă și a unui pătrat). Celelalte cupole, ale poligoanelor cu un număr mai mare de laturi, pot fi construite cu fețe triunghiulare și dreptunghiulare oarecare.

## Coordonatele vârfurilor

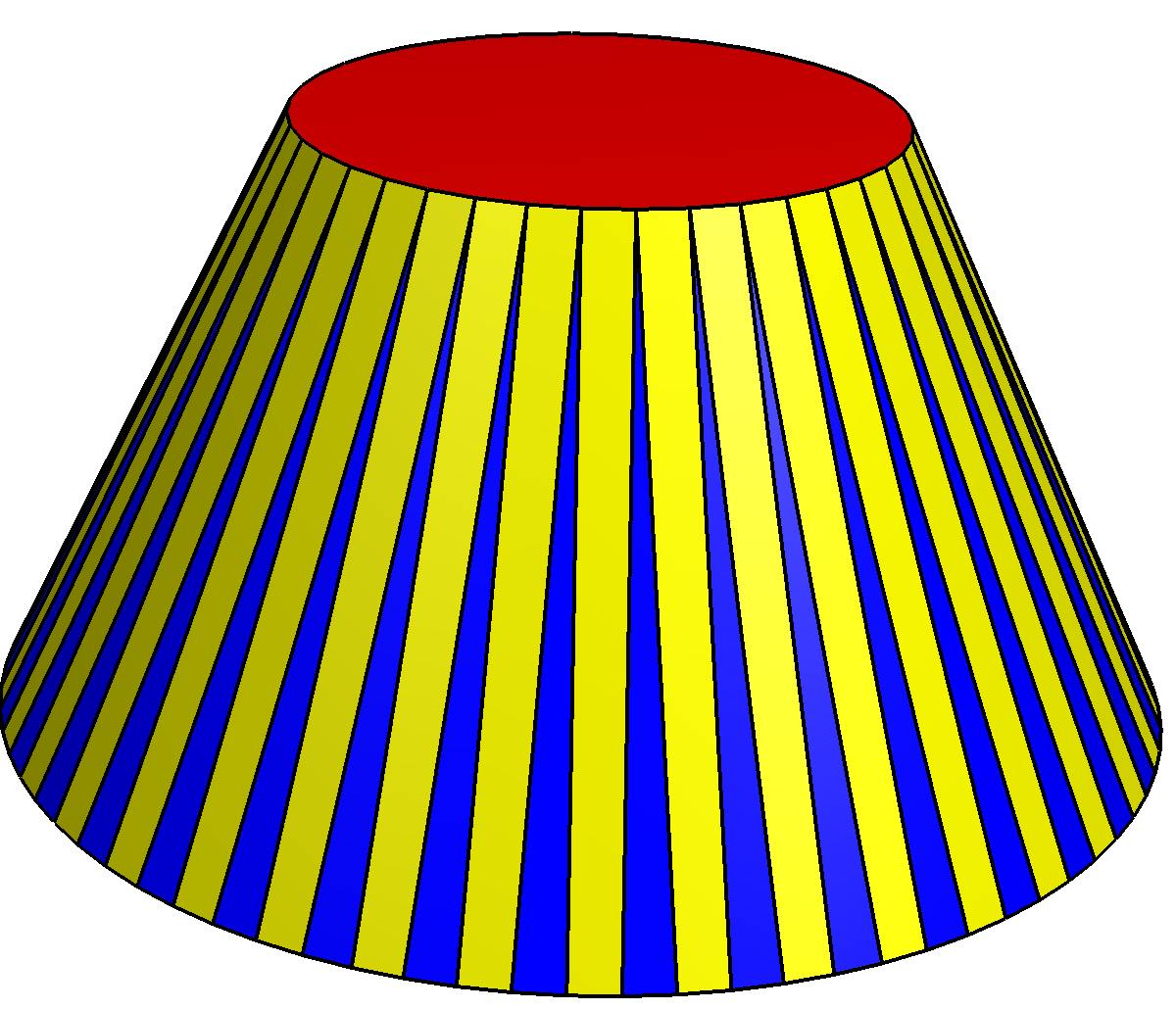
O cupolă cu 40 de laturi are 40 de triunghiuri isoscele (albastre), 40 de dreptunghiuri (galbene), un 40-gon de sus (roșu) și un 80-gon de jos (ascuns)

Definiția cupolei nu necesită ca baza (sau latura opusă bazei, care poate fi numită baza mică) să fie un poligon regulat, dar este convenabil să se ia în considerare cazul în care cupola are simetria sa maximă, Cnv. În acest caz baza mică este un n-gon regulat, în timp ce baza (mare) este fie un 2n-gon regulat, fie un 2n-gon care are două laturi de lungimi diferite care alternează și aceleași unghiuri ca un 2n-gon regulat. Este convenabil să se aleagă sistemul de coordonate astfel încât baza să se afle în planul xy, cu baza mică într-un plan paralel cu planul xy. Axa z este axa cu n poziții, iar planele de oglindire trec prin axa z și mijloacele laturilor bazei. De asemenea, împart în două fie laturile, fie unghiurile poligonului superior, fie pe ambele. (Dacă n este par, jumătate din planele de oglindire trec prin mijloacele laturilor și jumătate trec prin vârfurile poligonului superior, în timp ce dacă n este impar fiecare plan de oglindire trece prin mijlocul unei laturi și un vârf al poligonului superior.) Vârfurile bazei pot fi notate de la V1 până la V2n, în timp ce vârfurile poligonului superior pot fi notate de la V 2n+1 până la V3n. Cu aceste convenții, coordonatele vârfurilor pot fi scrise ca:
- V2j−1: (rb cos[2π(j − 1) / n + α], rb sin[2π(j − 1) / n + α], 0)
- V2j: (rb cos(2πj / n − α), rb sin(2πj / n − α), 0)
- V2n+j: (rt cos(πj / n), rt sin(πj / n), h)

unde j = 1, 2, ... , n.
Deoarece poligoanele V1V2V2n+2V2n+1 etc. sunt  dreptunghiuri, asta impune o constrângere asupra valorilor lui rb, rt și α. Distanța V1V2 este egală cu
rb{[cos(2π / n − α) − cos α]2 + [sin(2π / n − α) − sin α]2}1/2
= rb{[cos2(2π / n − α) − 2cos(2π / n − α)cos α + cos2 α] + [sin2(2π / n − α) − 2sin(2π / n − α)sin α + sin2 α]}1/2
= rb{2[1 − cos(2π / n − α)cos α − sin(2π / n − α)sin α]}1/2
= rb{2[1 − cos(2π / n − 2α)]}1/2
în timp ce distanța V2n+1V2n+2 este egală cu
rt{[cos(π / n) − 1]2 + sin2(π / n)}1/2
= rt{[cos2(π / n) − 2cos(π / n) + 1] + sin2(π / n)}1/2
= rt{2[1 − cos(π / n)]}1/2.
Acestea trebuie să fie egale, iar dacă această latură comună este notată cu „s”,
rb = s / {2[1 − cos(2π / n − 2α)]}1/2
rt = s / {2[1 − cos(π / n)]}1/2
Aceste valori trebuie să fie introduse în expresiile anterioare ale coordonatelor vârfurilor.

## Cupole stelate
| n / d | 4     | 5     | 7     | 8     |
| ----- | ----- | ----- | ----- | ----- |
| 3     | {4/3} | {5/3} | {7/3} | {8/3} |
| 5     | —     | —     | {7/5} | {8/5} |

| n⁄d | 3                                         | 5                                       | 7                                       |
| --- | ----------------------------------------- | --------------------------------------- | --------------------------------------- |
| 2   | Semicupolă triunghiulară autointersectată | Semicupolă pentagramică ( {5/2} )       | Semicupolă heptagramică ( {7/2} )       |
| 4   | —                                         | Semicupolă pentagonală autointersectată | Semicupolă heptagonală autointersectată |

Cupole stelate există pentru toate bazele {n/d} unde 6/5 < n/d < 6 și d sunt impare. La limită, cupolele degenerează în figuri plane: dincolo de o anumită limită triunghiurile și pătratele nu mai pot acoperi distanța dintre cele două poligoane (se poate face totuși dacă triunghiurile sau pătratele sunt neregulate.). Când d este pară, baza inferioară {2n/d} devine degenerată: putem forma o semicupolă prin renunțarea la această față degenerată, lăsând aici triunghiurile și pătratele să se conecteze între ele. În special, tetrahemihexaedrul poate fi văzut ca o {3/2}-semicupolă. Cupolele stelate sunt toate orientabile, în timp ce semicupolele sunt toate neorientabile. Când la o semicupolă n/d > 2, triunghiurile și pătratele nu acoperă întreaga bază, iar în bază rămâne o „membrană” mică ce acoperă pur și simplu spațiul gol. Prin urmare, semicupolele {5/2} și {7/2} din imaginile de mai sus au aceste membrane (nu sunt complete), în timp ce semicupolele {5/4} și {7/4} din imaginile de mai sus nu le au.
Înălțimea h a unei {n/d}-cupole sau semicupole este dată de formula
{\displaystyle h={\sqrt {1-{\frac {1}{4\sin ^{2}({\frac {\pi d}{n}})}}}}}.
Înălțimea h = 0 la limitele n/d = 6 și n/d = 6/5 și este maximă la n/d = 2 (prisma triunghiulară, unde triunghiurile sunt în poziție verticală).
În imaginile de mai sus, cupolele stelate au primit o schemă de culori consistentă pentru a ajuta la identificarea fețelor lor: baza n/d-gonală este roșie, baza 2n/d-gonală este galbenă, pătratele sunt albastre, iar triunghiurile sunt verzi. Semicupolele au baza un n/d-gon roșu, pătratele galbene și triunghiurile albastre, deoarece la cealaltă bază s-a renunțat.